# Режим покладу

Приплив рідин і газів до видобувних свердловин. Схема плоскорадіального потоку рідини у пласті а) - горизонтальний переріз; б) - вертикальний переріз

Режим покладу (рос. режим залежи; англ. reservoir drive; нім. Lagerstättenregime n, Lagerstättenarbeitsregime n) — прояв рушійних сил (переважаючого виду енергії пластової) в процесі розробки родовища, які зумовлюють приплив рідин і газів до видобувних свердловин. Умовно виділяють такі режими роботи нафтових покладів: водонапірний; пружний; розчиненого газу; газонапірний; гравітаційний; змішані (газоводонапірний; витіснення газованої нафти водою), а щодо газових покладів — газовий і пружногазоводонапірний.

## Режим покладу змішаний
Режим покладу змішаний — режим, при якому приплив нафти до вибоїв видобувних свердловин зумовлений одночасно декількома видами пластової енергії, кожна з яких виявляє помітний вплив на процес розробки.